# Embalse Los Molinos
Embalse Los Molinos är en reservoar i Argentina.   Den ligger i provinsen Córdoba, i den centrala delen av landet, 700 km nordväst om huvudstaden Buenos Aires. Embalse Los Molinos ligger 765 meter över havet. Arean är 21,7 kvadratkilometer. Den sträcker sig 11,9 kilometer i nord-sydlig riktning, och 7,1 kilometer i öst-västlig riktning.
Trakten runt Embalse Los Molinos består i huvudsak av gräsmarker. Runt Embalse Los Molinos är det ganska glesbefolkat, med 21 invånare per kvadratkilometer.